# Colonia artística de Muros
Colonia artística de Muros y escuela pictórica de La Pumariega se llamó a la reunión de pintores originada en la finca de "La Pumariega", en el concejo de Muros de Nalón, entre 1884 y 1890. Fue fundada por el pintor alcarreño Casto Plasencia, tras aceptar una invitación estival de su discípulo predilecto y amigo, el pintor asturiano Tomás García Sampedro, en la finca de sus padres. La repentina muerte de Plasencia en mayo de 1890 disolvió con carácter oficial el grupo, aunque durante años otros muchos pintores fueron invitados por García Sampedro prolongando la fama de "La Pumariega" como foco de reunión artística.

## Lacolonia artística

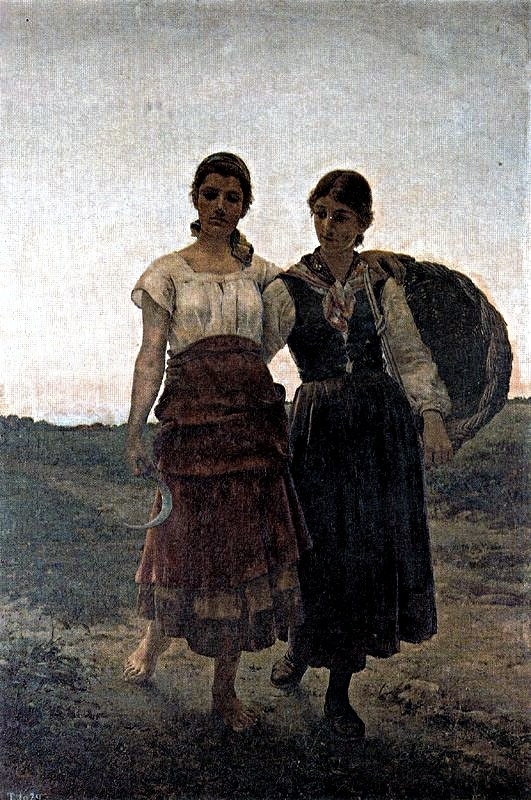
A la caída de la tarde, obra de Tomás García Sampedro en 1889,
Museo del Prado.

A partir del verano de 1884 y durante seis años se reunieron en los veranos de Muros, alumnos y amigos de Casto Plasencia y Tomás García Sampedro, desarrollando y difundiendo un estilo característico e incluso equiparable al de otras colonias de la época. Experiencias similares en la España de finales del siglo XIX fueron también: la escuela paisajística de Olot y el Círculo Artístico de Sant Lluc, en Cataluña; la llamada luego escuela del Bidasoa, en el País Vasco; o la de Alcalá de Guadaira, en Andalucía.
En todas ellas, con mayor o menor voluntad y conciencia de grupo, se desarrollaron tímidas escuelas paisajistas, a imagen y semejanza de otras que en la época se estaban creando en Europa y América. Todas ellas seguían el ejemplo de la escuela de Barbizon, en los bosques de Fontainebleau próximos a París, cuna de la pintura impresionista y el plenairismo. En el caso concreto de la colonia de Muros, llegaría a realizarse un proyecto de construcción de un espacio físico para la colonia de artistas, autorizado por el ayuntamiento a comienzos de 1890 en la desembocadura del río Nalón.
Los del Muros prolongaron el modelo francés, materializado en las obras de Jules Breton, Jules Bastien-Lepage o Jean-Francois Millet, mezclando paisaje y pintura de costumbres, y construyendo un capítulo más de la utopía del mundo rural y la dignificación del campesino. Conviene no olvidar que era, una vez más, la visión que los "señoritos", elevados a artistas pintores, proponían de un mundo que en la mayoría de los casos les era casi absolutamente ajeno. Y así, las sesiones de plenair se combinaban con excursiones de caza o pesca. El resultado, en lenguaje teórico convencional, era una simbiosis de romanticismo y pintura del realismo llevados al género del paisaje.

### Participantes
Además de Casto Plasencia y Tomás García Sampedro -en sus papeles de maestro y anfitrión respectivamente-, fueron habituales: Francisco Alcántara, Vicente Bas, Tomás Campuzano, Manuel Domínguez,  Lhardy, Tomás Muñoz Lucena,   Alfredo Perea, José Robles, Luis Romea, además de Ángel Andrade, Luis Bertodano, Antonio Cordero,Marcelina Poncela, Rafael de la Torre, Adolfo Marín, Asterio Mañanós Martínez, Fernando Cabrera Cantó, Enrique Salazar y Zubía, Maximino Peña Muñoz, Heliodoro Guillén Pedemonti y Félix Granda y Buylla.
Javier Barón, en su estudio de la colonia de Muros, refiere que incluso la vestimenta de sus miembros seguía el modelo galo: camisa de franela, faja de seda roja o blanca, cinturón de cuero, polainas o botas blancas y fieltro mou (sombrero flexible). Otra anécdota referida por Barón es que varios pintores compartiesen la misma modelo para sus composiciones; la más popular de ellas, protagonista de cuadros de Plasencia, Robles, Lhardy, Marín, Perea y Campuzano, falleció, siendo aún muy joven, en 1891.
Tras la disolución de la colonia con la muerte de Casto Plasencia, aún visitarían "La Pumariega" ilustres invitados como Joaquín Sorolla, Cecilio Plá o Juan Antonio Benlliure.